# Saboteur (chemin de fer)
Pour les articles homonymes, voir Saboteur.
Le saboteur ou enrayeur est l'employé du chemin de fer chargé de poser un sabot afin de freiner et d'arrêter un wagon.

## Outil

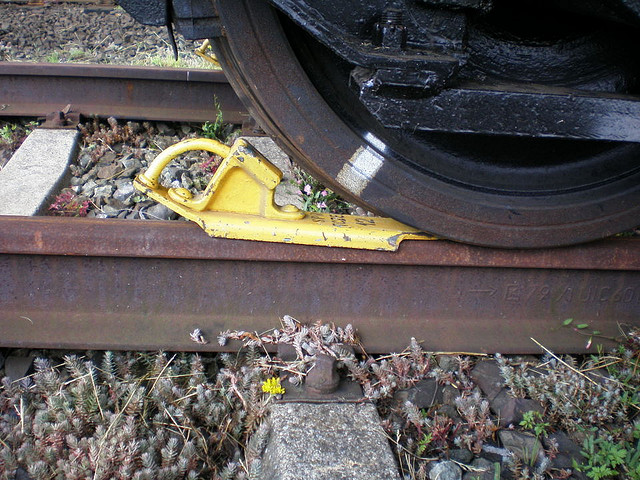
Sabot de voie

Le sabot d'enrayage est une cale fixée à un fer en U que l'on pose sur le rail. Lorsqu'un wagon arrive, il monte sur la platine du sabot qui glisse sur le rail, ce qui ralentit ce véhicule.
.

## Fonction

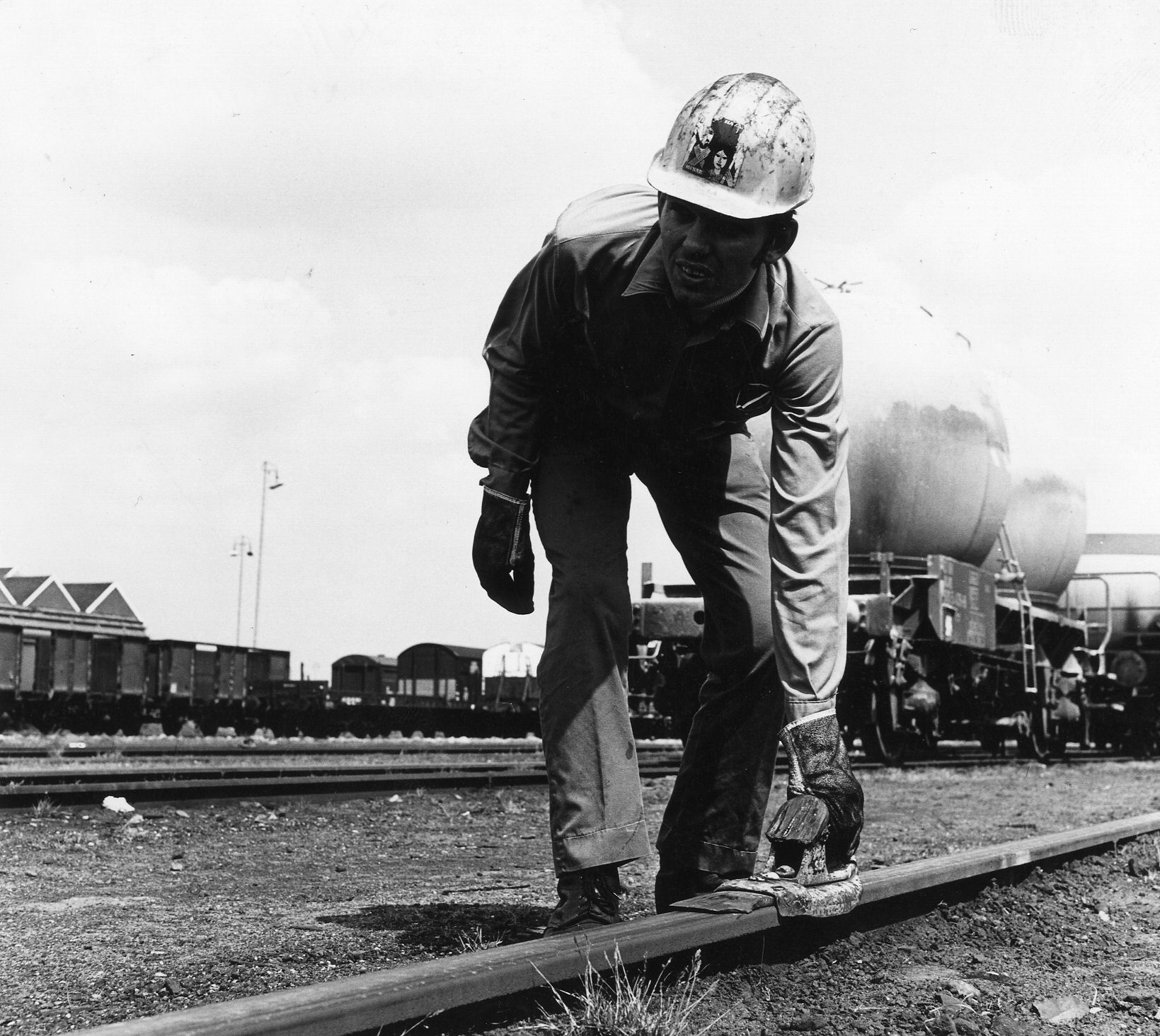
Enrayeur

Au début du chemin de fer, dans les gares de triage, au bas du faisceau de réception, le saboteur se porte au-devant du wagon lancé jusqu'à 30 km/h après passage à la bosse, et pose sur le rail un sabot de fonte pour le ralentir et éviter ainsi les heurts violents sur les tampons du wagon arrière du convoi de destination,.
Le sabot peut être sablé pour augmenter son adhérence, par exemple en période de gel, ou être graissé pour limiter l'adhérence par temps sec ou rail pas utilisé depuis une certain temps.
Le numéro de la voie sur laquelle le sabot devait être posé était annoncé par le chef de bosse par porte-voix puis par haut-parleur.  L'enrayeur était un véritable acrobate souvent amené à s'occuper de plusieurs voies à la fois.
Il fallait doser l'emplacement du sabot en fonction de la vitesse d'arrivée du wagon, ni trop en avant pour ne pas l'arrêter
avant qu'il soit sur rame, ni trop en aval pour qu'il n'arrive pas à trop grande vitesse provoquant de violents coups qui provoquaient des dégâts dans les marchandises et le fret. 
Ce travail de nuit et de jour par tous les temps, canicule, brouillard (masquant la trajectoire des wagons), vent, neige, verglas qui rend le rail glissant, était très dangereux. 
Ce métier a peu à peu disparu (des enrayeurs existaient cependant à la SNCF jusqu'au début des années 1970) remplacé par le « tir au but » par freins de voie pilotés électroniquement par le « chef de butte » à partir de la cabine de bosse.

### Film
Méthode du tir au but : ancien film SNCF de présentation